# Loricella angasi
Loricella angasi är en blötdjursart som först beskrevs av H. Adams in H. Adams och George French Angas 1864.  Loricella angasi ingår i släktet Loricella och familjen Schizochitonidae. Inga underarter finns listade i Catalogue of Life.